# مولد نوترون

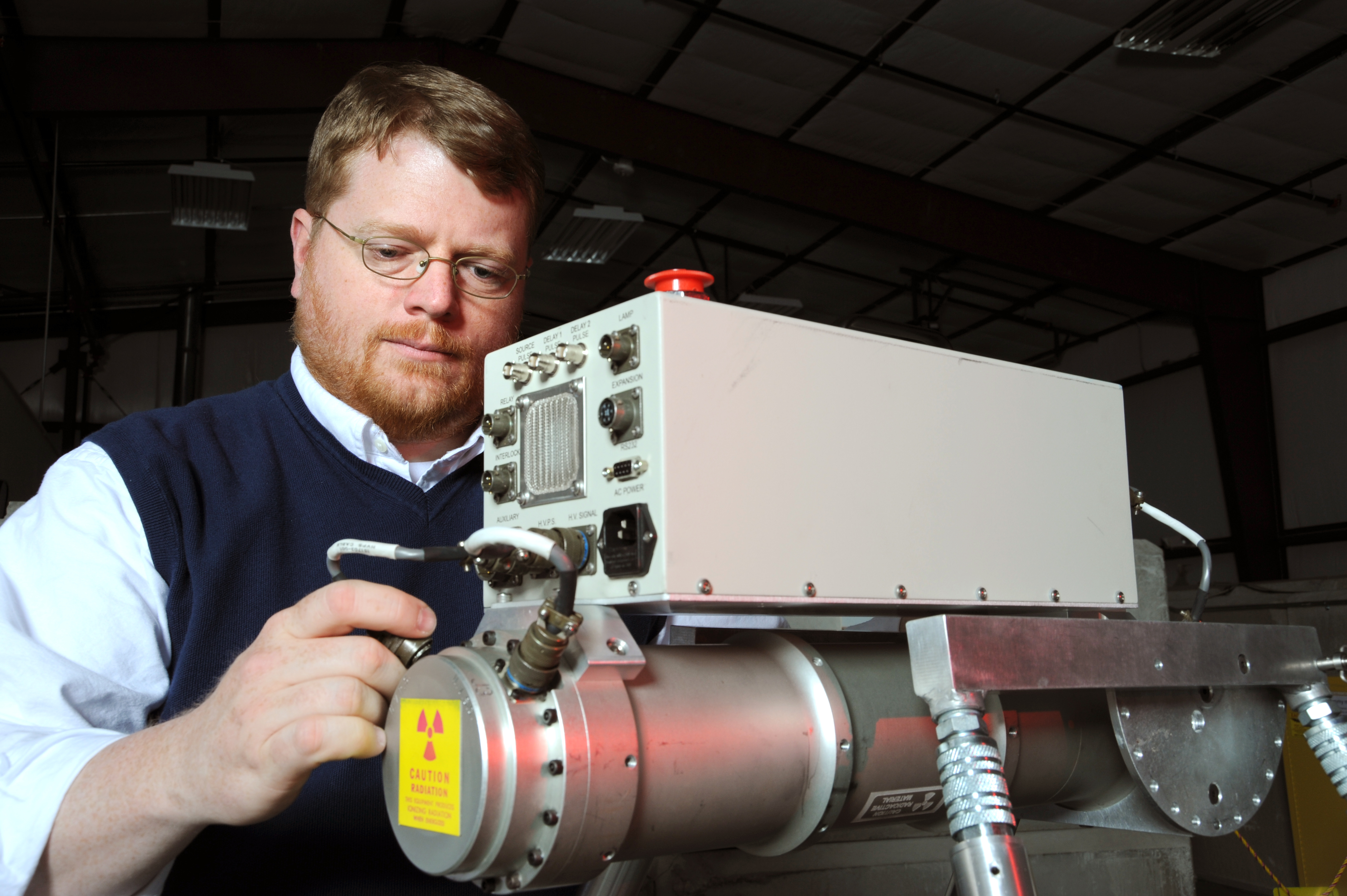
یک فیزیکدان در حال کار با یک مولد نوترون در آزمایشگاه ملی آیداهو

مولد نوترون(به انگلیسی: Neutron generator) نوعی از منبع نوترون است که از یک شتاب‌دهنده ذره‌ای خطی فشرده تشکیل شده است که با همجوشی ایزوتوپ‌های هیدروژن، نوترون آزاد تولید می‌کند.